# Vittjärnen (Åsele socken, Lappland)
Vittjärnen är en sjö i Åsele kommun i Lappland och ingår i Moälvens huvudavrinningsområde.